# Liquidambar
Liquidambar is het enige geslacht uit de familie Altingiaceae. Het geslacht bevat vijftien soorten die voorkomen in het oosten en zuidoosten van de Verenigde Staten, in Mexico en Centraal-Amerika, in het oostelijke deel van het Middellandse Zeegebied, in China, Korea en Zuidoost-Azië.

## Etymologie
Zowel de botanische naam als de Nederlandse naam verwijzen naar de zoete hars (als het ware vloeibare barnsteen) die door de stam wordt afgescheiden als er een wond in gemaakt wordt.

## Soorten
- Liquidambar acalycina H.T.Chang – (centraal en zuidelijk China)
- Liquidambar cambodiana (Lecomte) Ickert-Bond & J.Wen - (Cambodja)
- Liquidambar caudata (H.T.Chang) Ickert-Bond & J.Wen - (oostelijk en zuidelijk China)
- Liquidambar chinensis Champ. ex Benth. - (centraal, oostelijk en zuidelijk China, Vietnam)
- Liquidambar chingii (F.P.Metcalf) Ickert-Bond & J.Wen - (centraal, oostelijk en zuidelijk China, Vietnam)
- Liquidambar excelsa (Noronha) Oken - (Bhutan, Bangladesh, oostelijk India, Myanmar, zuidelijk China, Laos, Vietnam, Thailand, Cambodja, Maleisië, het westelijke deel van Indonesië)
- Liquidambar formosana Hance – (centraal en zuidelijk China, zuidelijk Korea, noordelijk Thailand,  Taiwan, Laos, noordelijk Vietnam)
- Liquidambar gracilipes (Hemsl.) Ickert-Bond & J.Wen - (oostelijk en zuidelijk China)
- Liquidambar multinervis (W.C.Cheng) Ickert-Bond & J.Wen - (centraal China)
- Liquidambar obovata (Merr. & Chun) Ickert-Bond & J.Wen - (Hainan)
- Liquidambar orientalis Mill. – (zuidwest Turkije, Griekenland: Rhodos).
- Liquidambar poilanei (Tardieu) Ickert-Bond & J.Wen - (Vietnam)
- Liquidambar siamensis (Craib) Ickert-Bond & J.Wen - (centraal, oostelijk en zuidelijk China, Vietnam, Laos, Thailand, Cambodja)
- Liquidambar styraciflua L. – (oostelijk Noord-Amerika van New York tot Texas en ook oostelijk van Mexico tot Honduras).
- Liquidambar yunnanensis (Rehder & E.H.Wilson) Ickert-Bond & J.Wen - (centraal en zuidelijk China, Vietnam)

## Beschrijving
Alle Liquidambar-soorten zijn grote, bladverliezende bomen die 25 tot 40 meter hoog kunnen worden. De bladeren hebben drie tot zeven lobben en zijn spiraalvormig geplaatst. De bladeren hebben een lengte van 1,5 tot 20 cm. De bladeren hebben een prettige geur als zij worden fijngewreven.
In de herfst verkleuren de bladeren naar helder rood, oranje en geel. De bloemen zijn klein en staan in een dichte bloeiwijze met een diameter van 1-2 cm. De vrucht is een houtachtige doosvrucht met een diameter van 2 tot 4 cm. In de VS wordt deze vrucht aangeduid met "gombal". De vrucht bevat talloze zaden en is bedekt met talloze stekels, mogelijk bedoeld om zich vast te hechten aan de vacht van dieren.
In het meest noordelijke verspreidingsgebied is de amberboom een van de laatste bomen die blad krijgt, maar ook een van de laatste die zijn bladeren laat vallen in de herfst. De herfstkleuren zijn het opvallends als de herfstnachten koud zijn, maar sommige gekweekte varianten krijgen ook mooie kleuren in warme klimaten.

## Fossiele vondsten
Het geslacht is bekend uit fossiele vondsten.

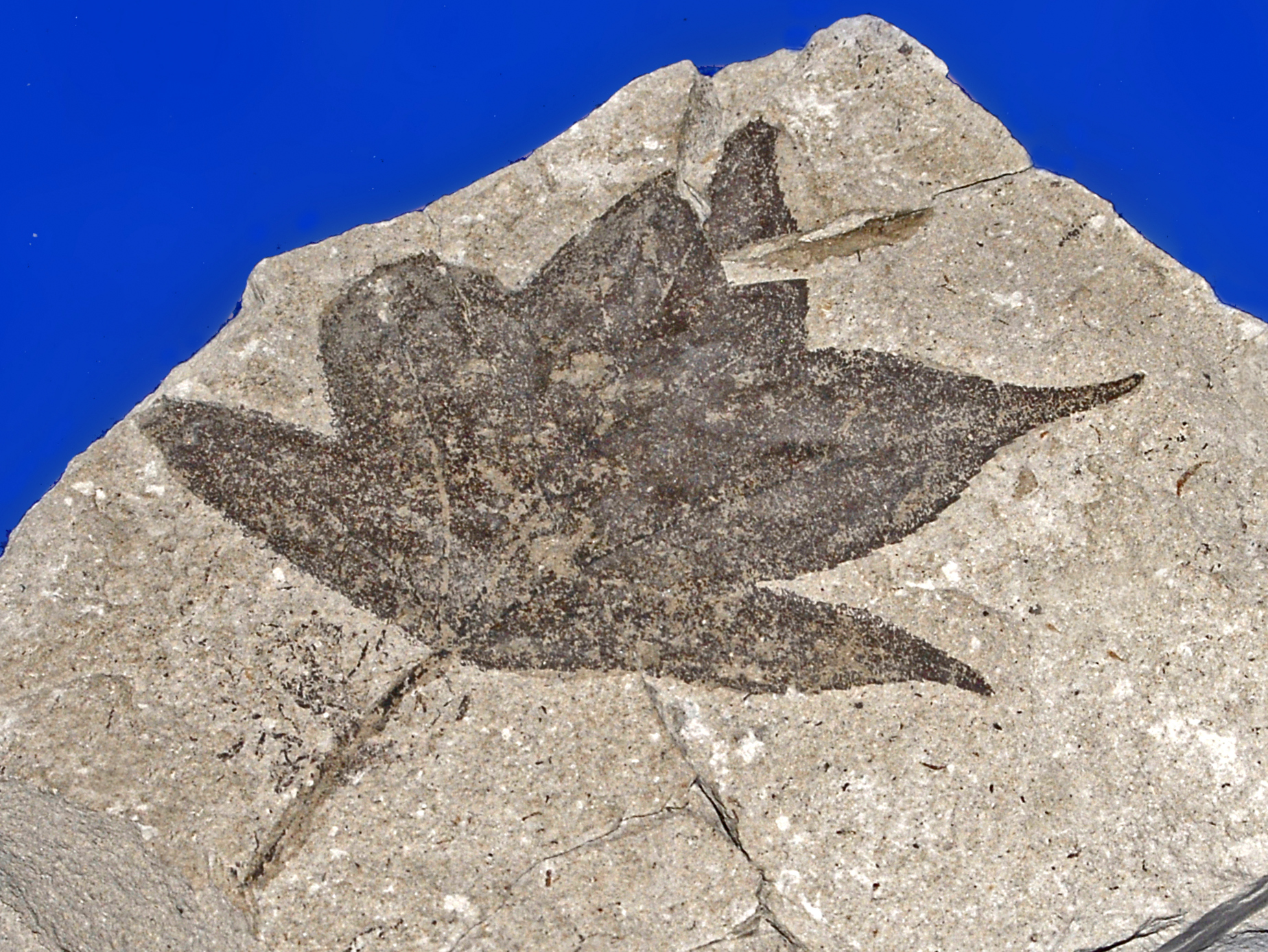
Fossiel blad van Liquidambar uit het Plioceen in Italië

## Synoniemen
- Altingia Noronha
- Cathayambar (Harms) Nakai
- Sedgwickia Griff.
- Semiliquidambar H.T.Chang

## Fotogalerij

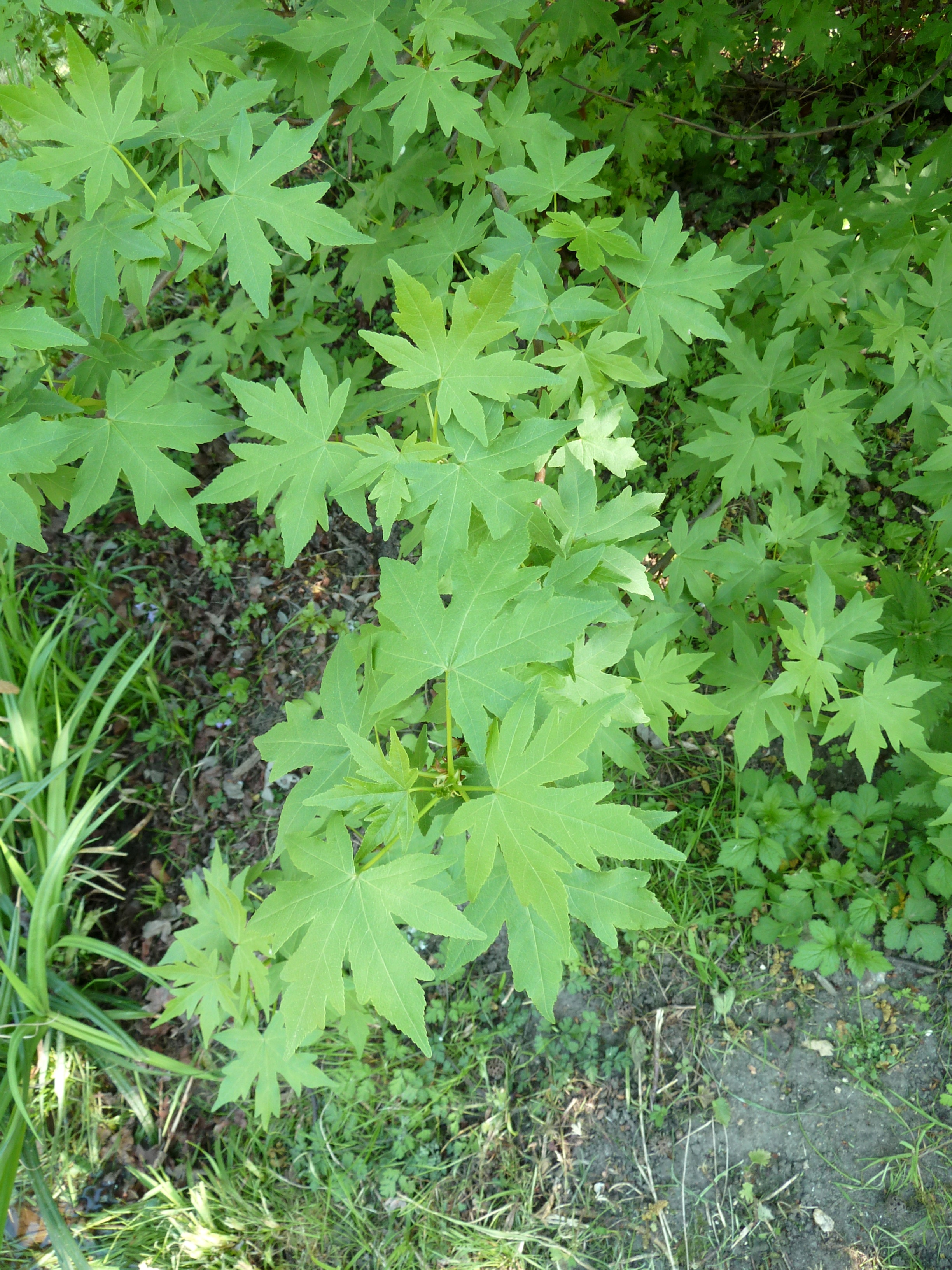
Bladeren van Liquidambar orientalis
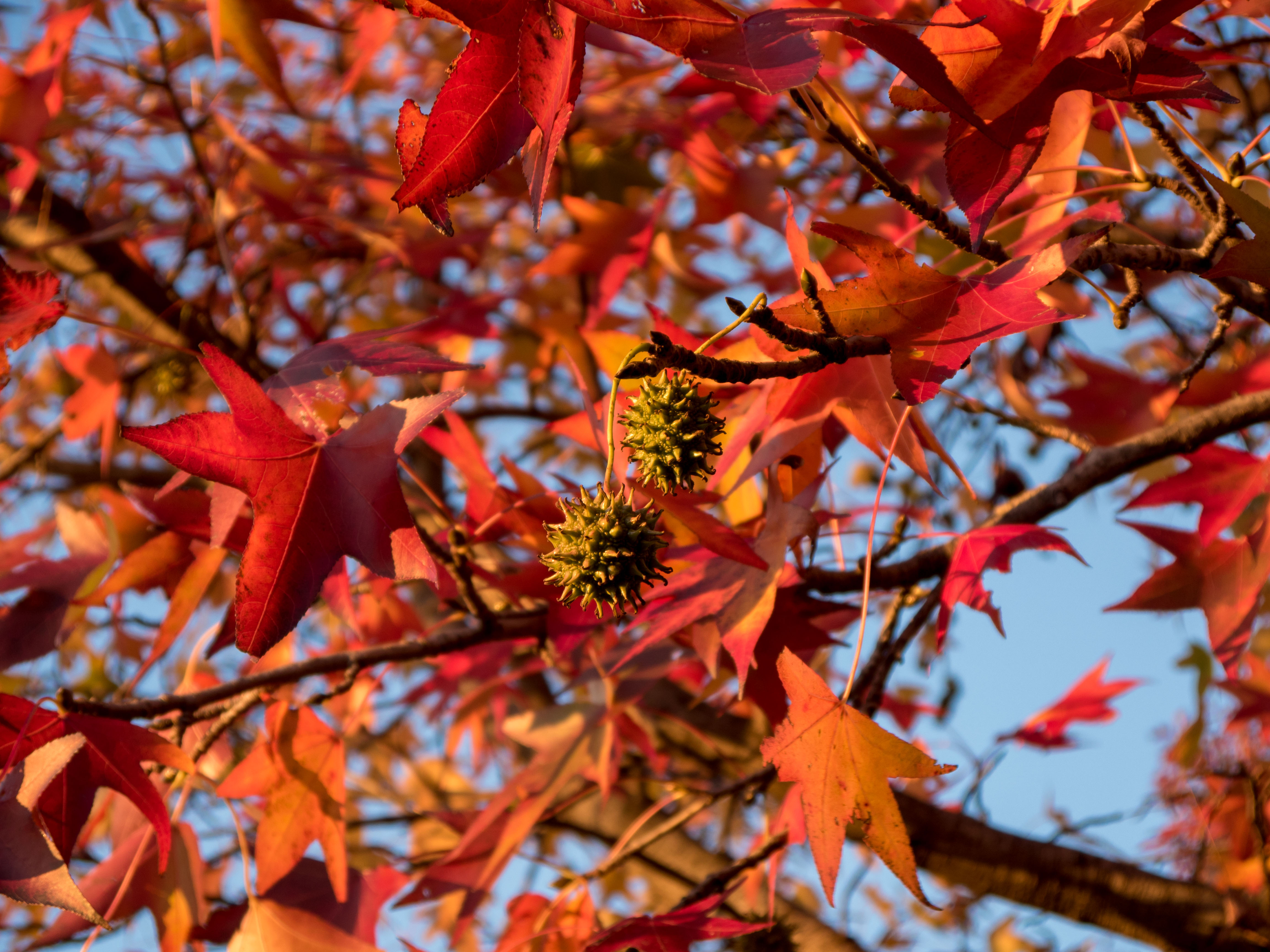
Bladeren en vruchten in de herfst
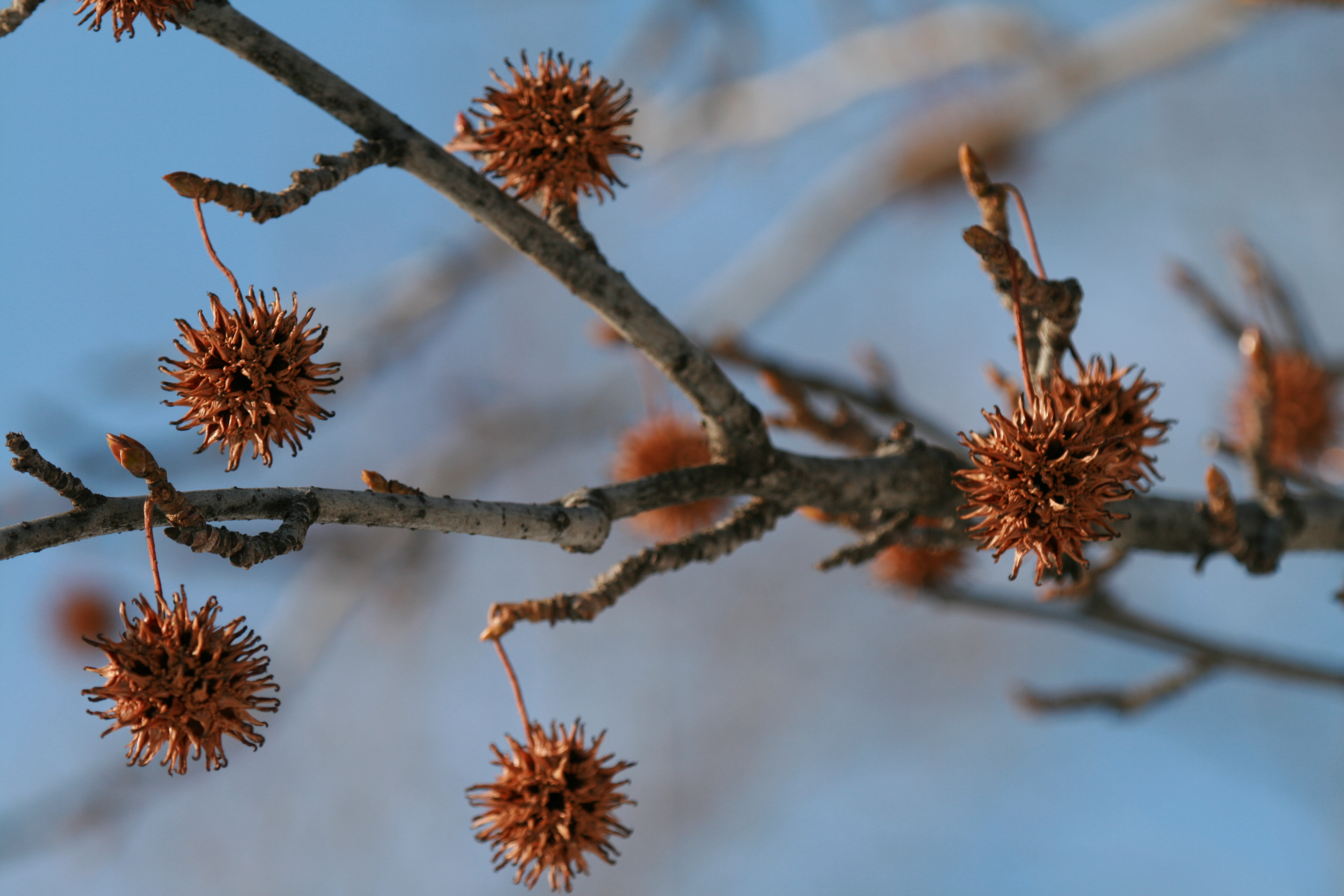
Vruchten in de winter
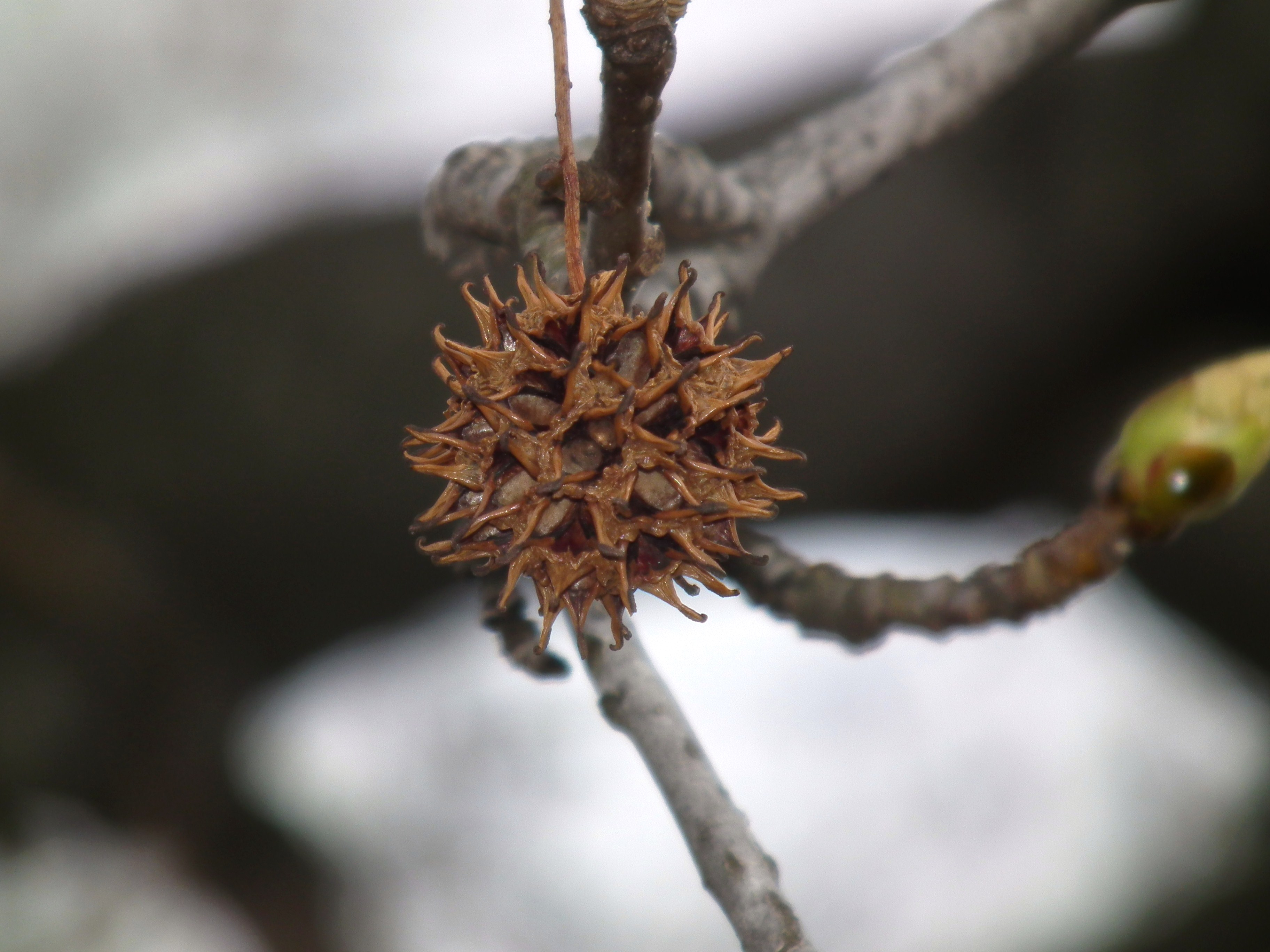
Closeup van een doosvrucht